# Greatest hits on Youtube
Greatest hits on Youtube är en DVD med några av de mest omtyckta produktionerna av Galenskaparna och After Shave som ligger utlagda på Youtube.
Innehåller intervjuer med de flesta medverkande: Claes Eriksson, Knut Agnred, Anders Eriksson, Per Fritzell, Jan Rippe och Kerstin Granlund.

## Produktioner och antalet tittare
1. Trögfattarföreningens årsmöte 137540 tittare
2. Parad-VS i gymnastik 123657 tittare
3. Bara sport 118322 tittare
4. Inte bara glögg 112163 tittare
5. Inomhusfotbolls-VM för klubblag 104365 tittare
6. Bröderna S:t Gotthard 100973 tittare
7. Curling-PS 98721 tittare
8. Perkele 96183 tittare
9. Truckdriving song 85126 tittare
10. Mor i skutan 85097 tittare
11. Konfirmationspresenten 65259 tittare
12. Hoppa bort 61794 tittare
13. Mannen som bar hem sin TV 60359 tittare
14. Tyngdlyftarspelen 57887 tittare
15. Knut på linjen 47131 tittare
16. Sommarmossan 45744 tittare
17. Min badboll 43810 tittare
18. Raggarkungen 40397 tittare
19. Fyra vänner 39568 tittare
20. Cyklar 38172 tittare
21. L Paaso 37981 tittare
22. Privat eller offentlig sjukvård 37778 tittare
23. Fagott 33667 tittare
24. Provhytten 22204 tittare

## Ur produktionerna
- Skruven är lös (3) av och med Galenskaparna och After Shave
- Cyklar (20) av och med Galenskaparna och After Shave
- Macken TV-serien (18, 11, 9) av Claes Eriksson, med Galenskaparna och After Shave
- En himla många program (24, 23, 16, 15, 8, 4, 2) av och med Galenskaparna och After Shave
- Grisen i säcken (6)av och med Galenskaparna och After Shave
- Tornado (17, 14, 12, 7,) av Claes Eriksson, med Galenskaparna och After Shave
- Allt Möjligt (10) av och med Galenskaparna och After Shave
- Gladpack (22, 21, 19, 13, 5, 1) av Claes Eriksson, med Galenskaparna och After Shave.